# Västra Malshult
Västra Malshult este o arie protejată (arie specială de conservare — SAC, sit de importanță comunitară — SCI) din Suedia întinsă pe o suprafață de 55,1 ha, integral pe uscat.

## Localizare
Centrul sitului Västra Malshult este situat la coordonatele 56°20′46″N 13°55′53″E / 56.3462°N 13.9314°E.

## Înființare
Situl Västra Malshult a fost declarat sit de importanță comunitară în iulie 2000 pentru a proteja 1 specie de plante și 1 specie de animale. Situl a fost protejat și ca arie specială de conservare în martie 2011.

## Biodiversitate
Situată în ecoregiunea continentală, aria protejată conține 7 habitate naturale: Pajiști umede nord-atlantice cu Erica tetralix, Cursuri de apă de la nivel de câmpie la nivel montan, cu vegetație Ranunculion fluitantis și Callitricho-Batrachion, Pășuni din zone de pădure fino-scandinave, Lacuri și iazuri distrofice naturale, Pajiști cu Molinia pe soluri calcaroase, turboase sau argilos-nămoloase (Molinion caeruleae), Formațiuni ierboase bogate în specii de Nardus, dezvoltate pe substraturi silicioase în zone montane (și în zone submontane, în Europa continentală), Mlaștini turboase de tranziție și turbării mișcătoare.
La baza desemnării sitului se află mai multe specii protejate:
- plante (1): Dichelyma capillaceum
- mamifere (1): vidră de râu (Lutra lutra)